# Pelle Jarmer
Pelle Jarmer (født 28. marts 1936 i København, død 18. januar 2018 København) var en socialdemokratisk politiker og borgmester. Han var medlem af Københavns Borgerrepræsentation fra 1962 til 1989. Fra 1976 til 1989 var han borgmester for Københavns Magistrats 3. afdeling (Socialborgmester), hvor han bl.a. var ansvarlig for lukningen af byggelegepladsen Byggeren